# Liste der Städte in Connecticut

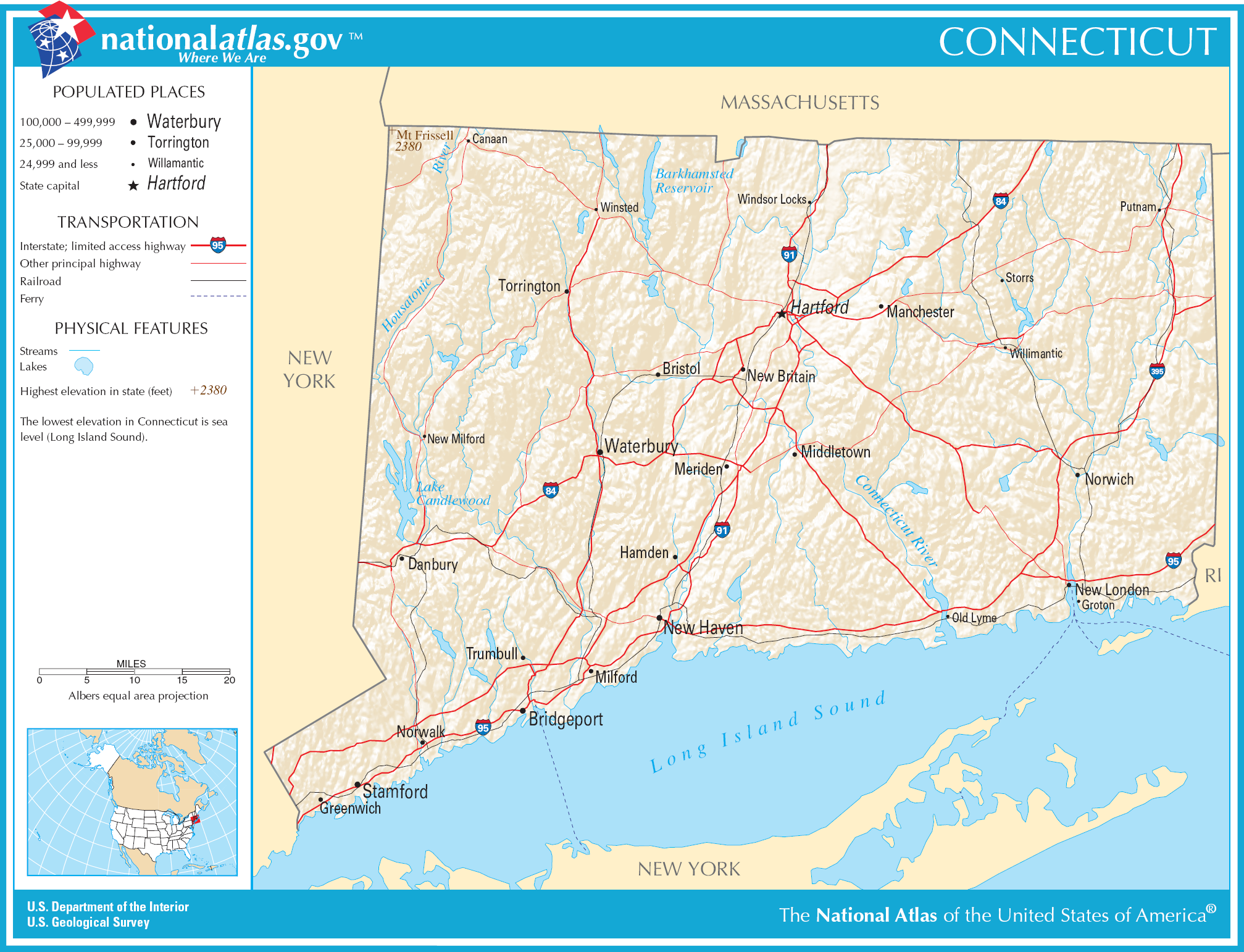
Karte von Connecticut

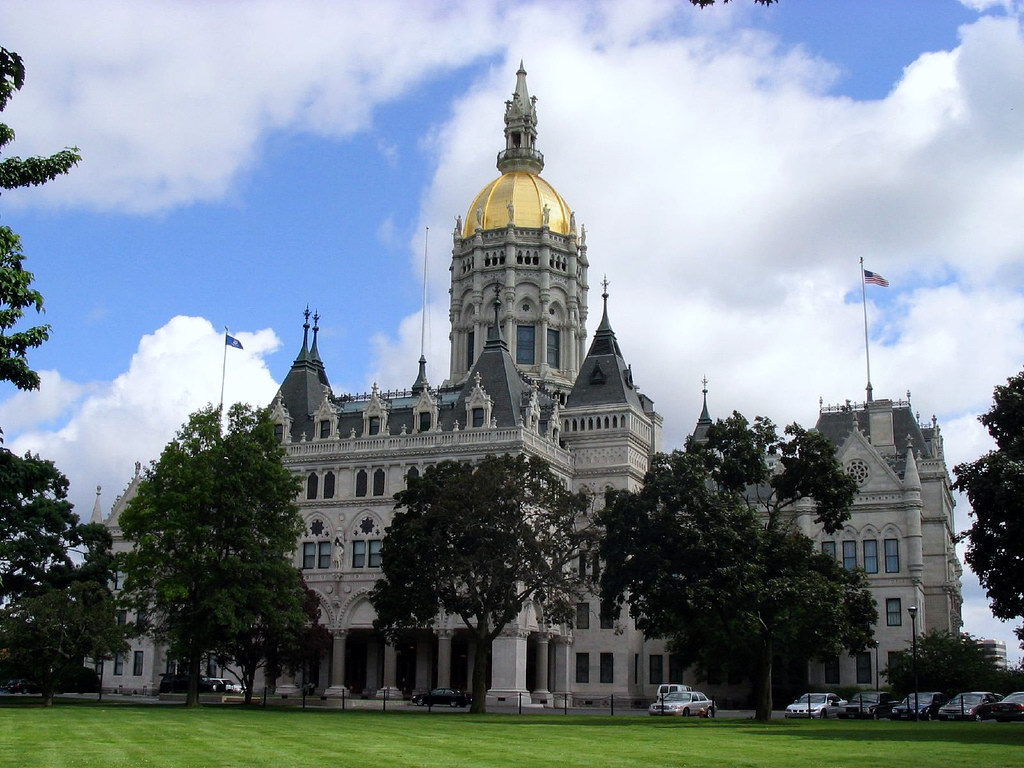
Hartford, die Hauptstadt von Connecticut

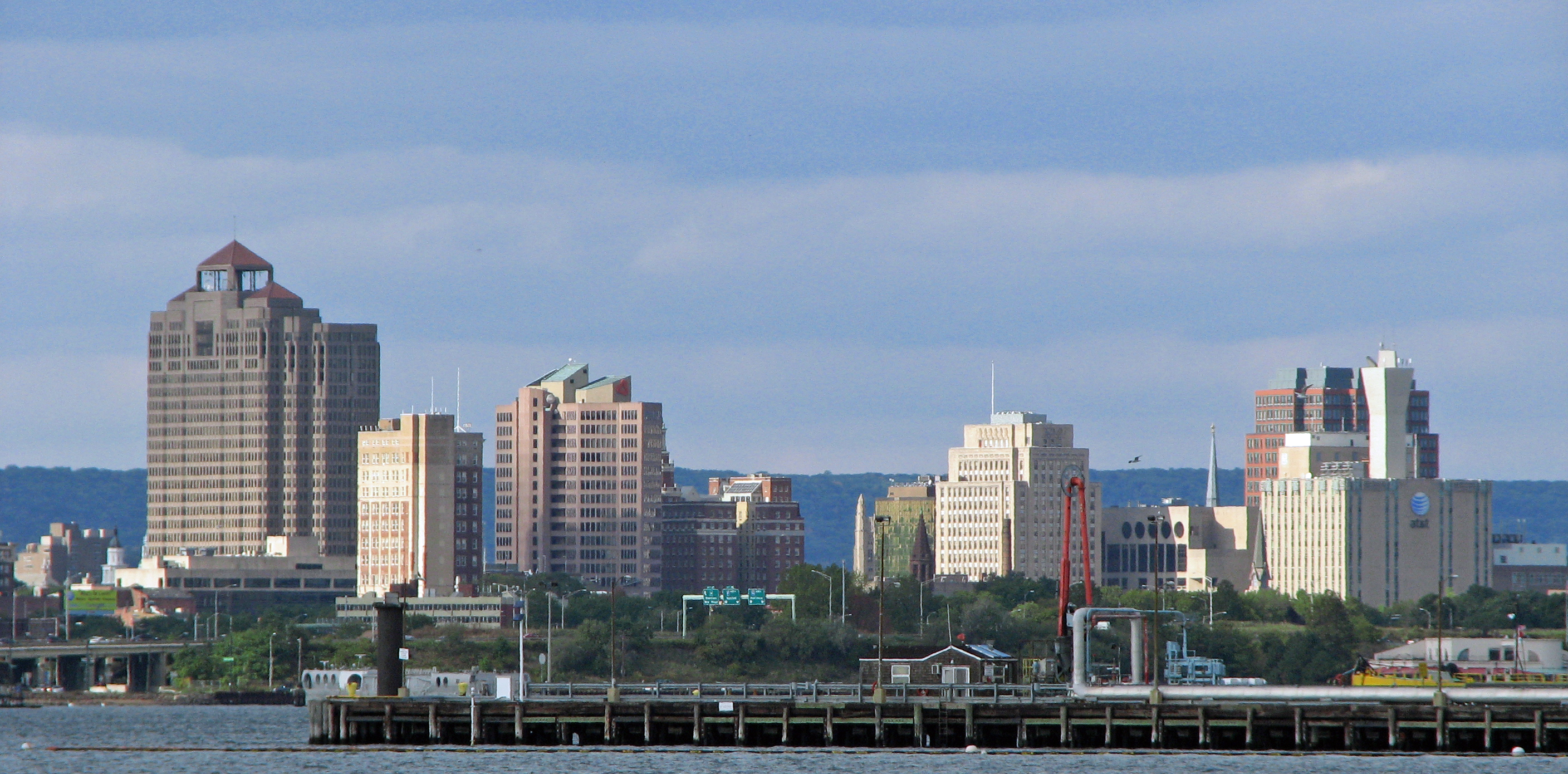
New Haven

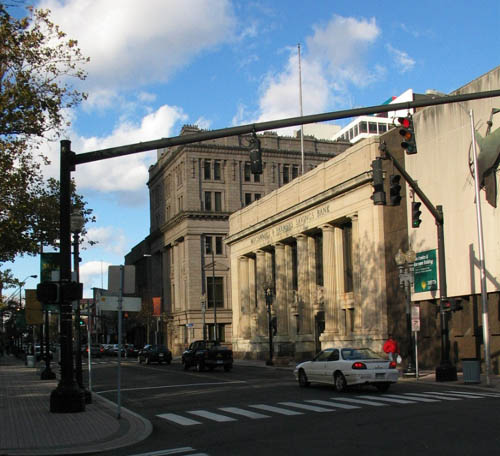
Bridgeport

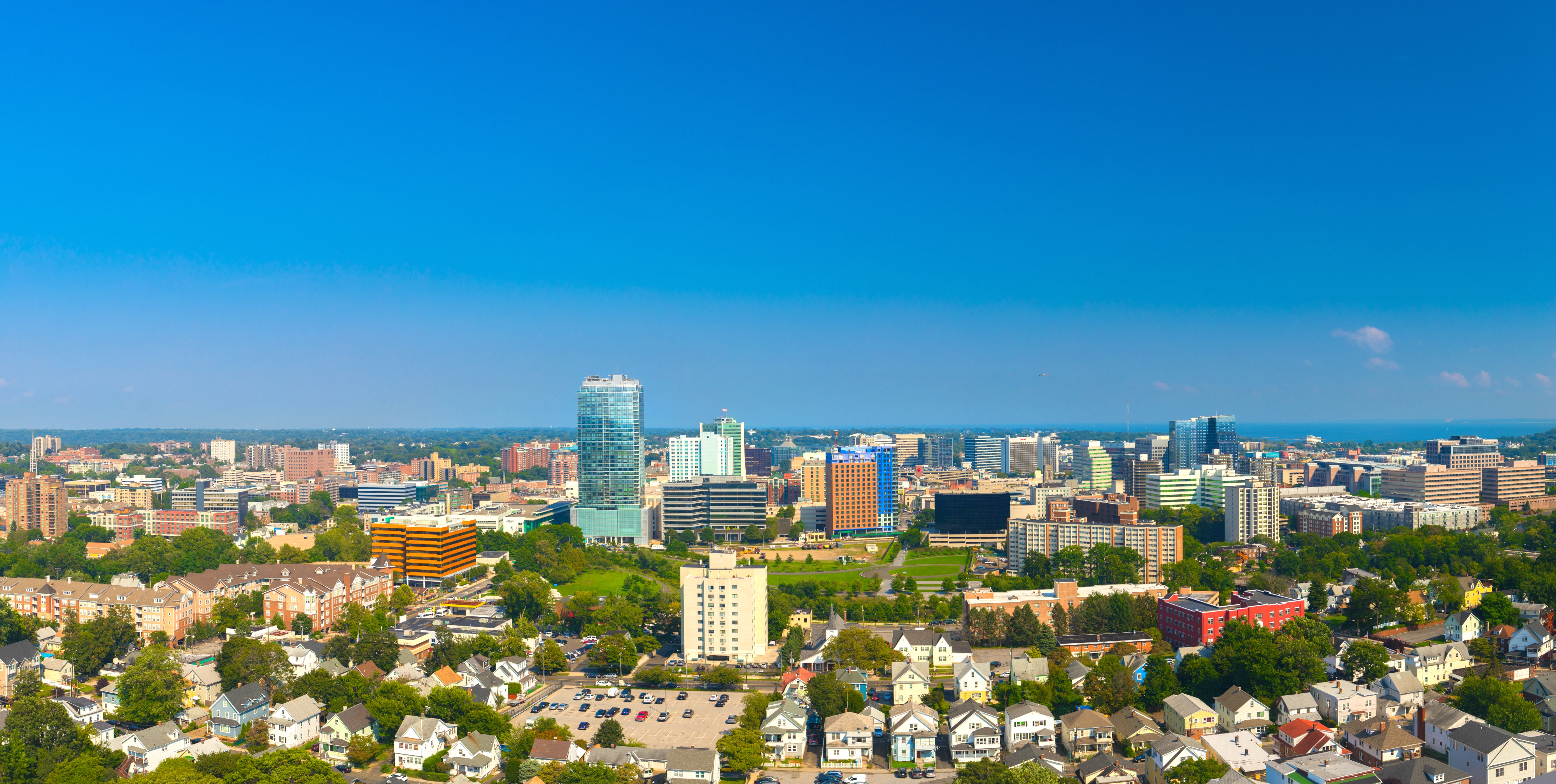
Stamford

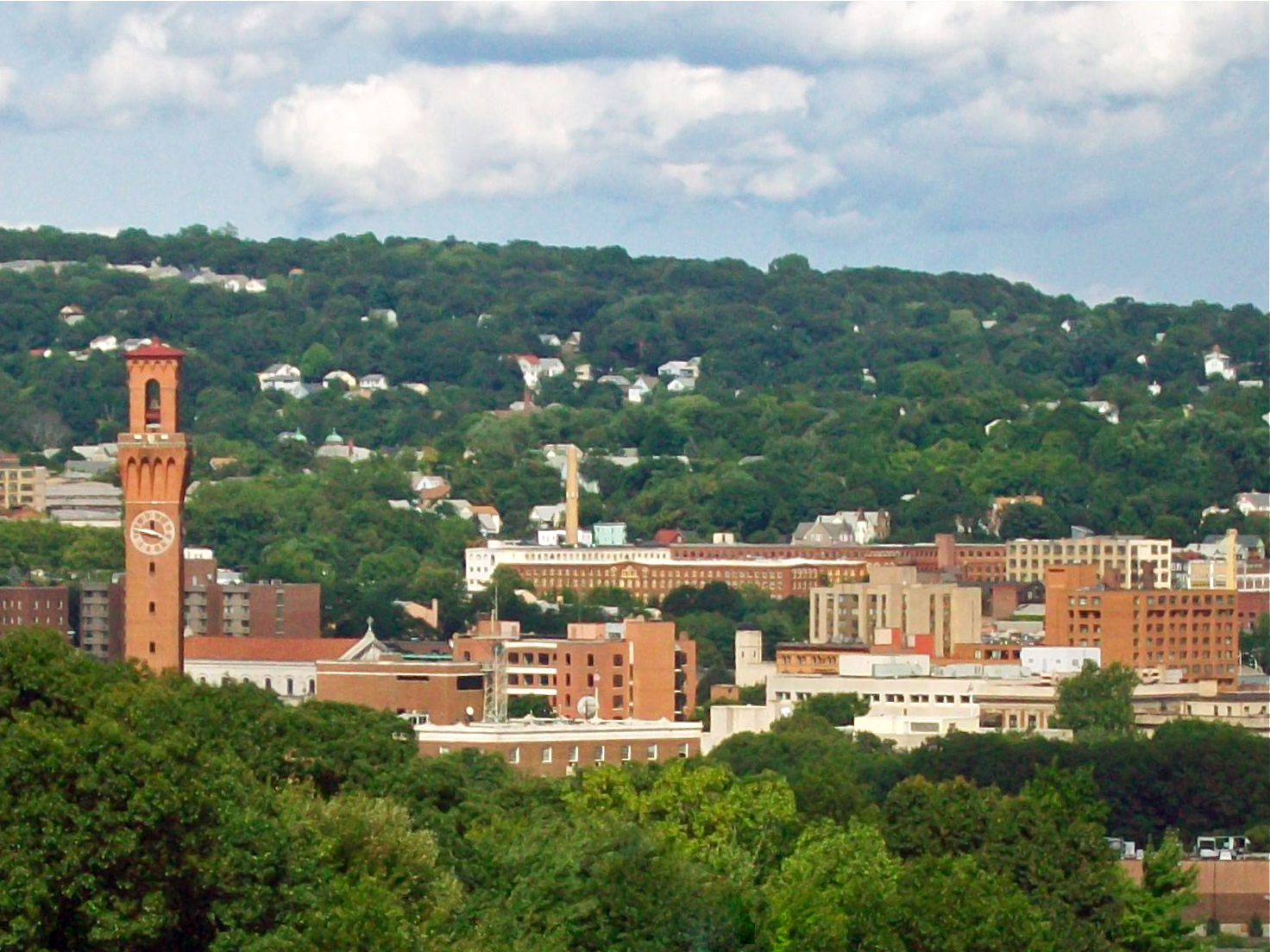
Waterbury

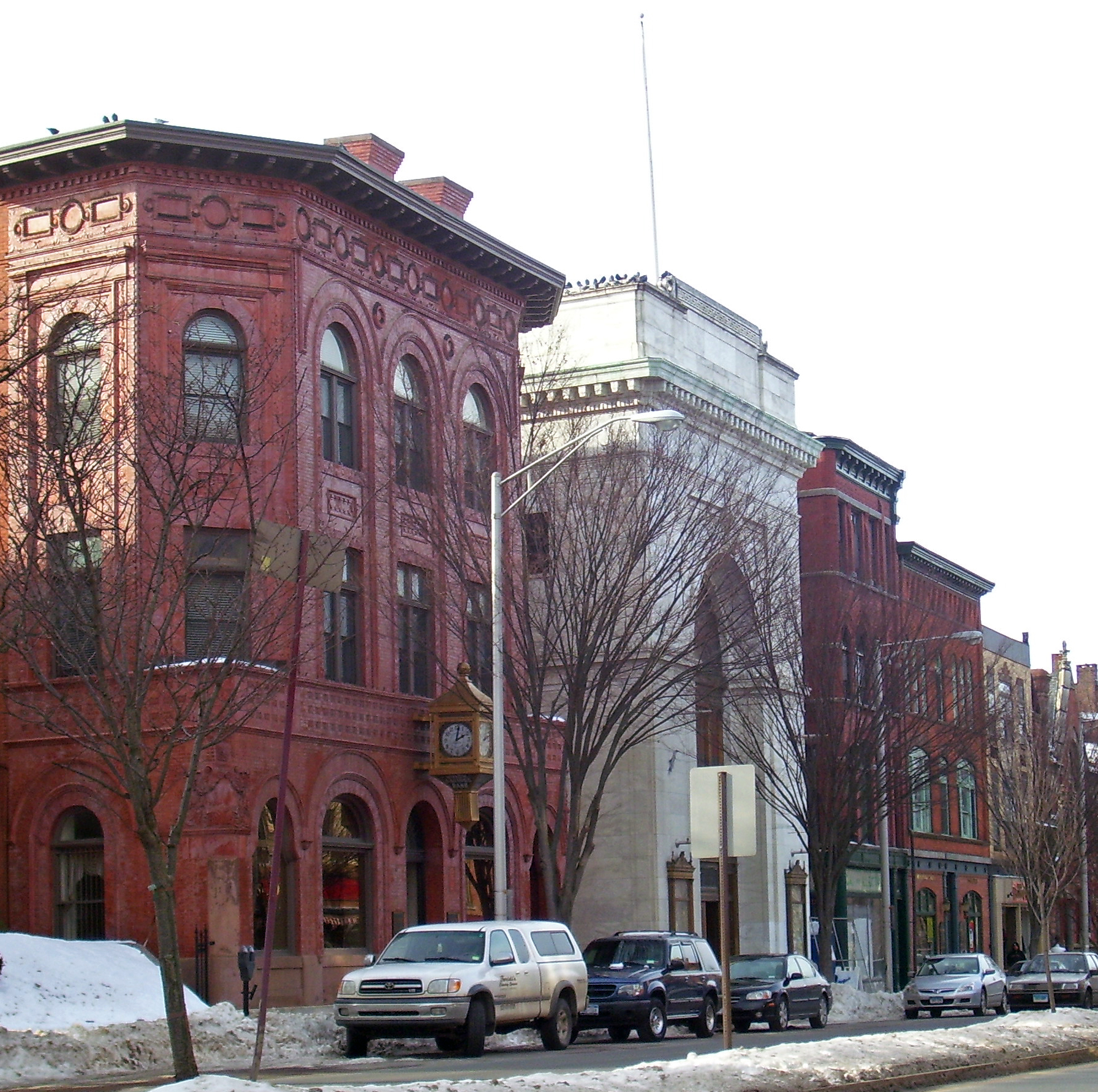
Danbury

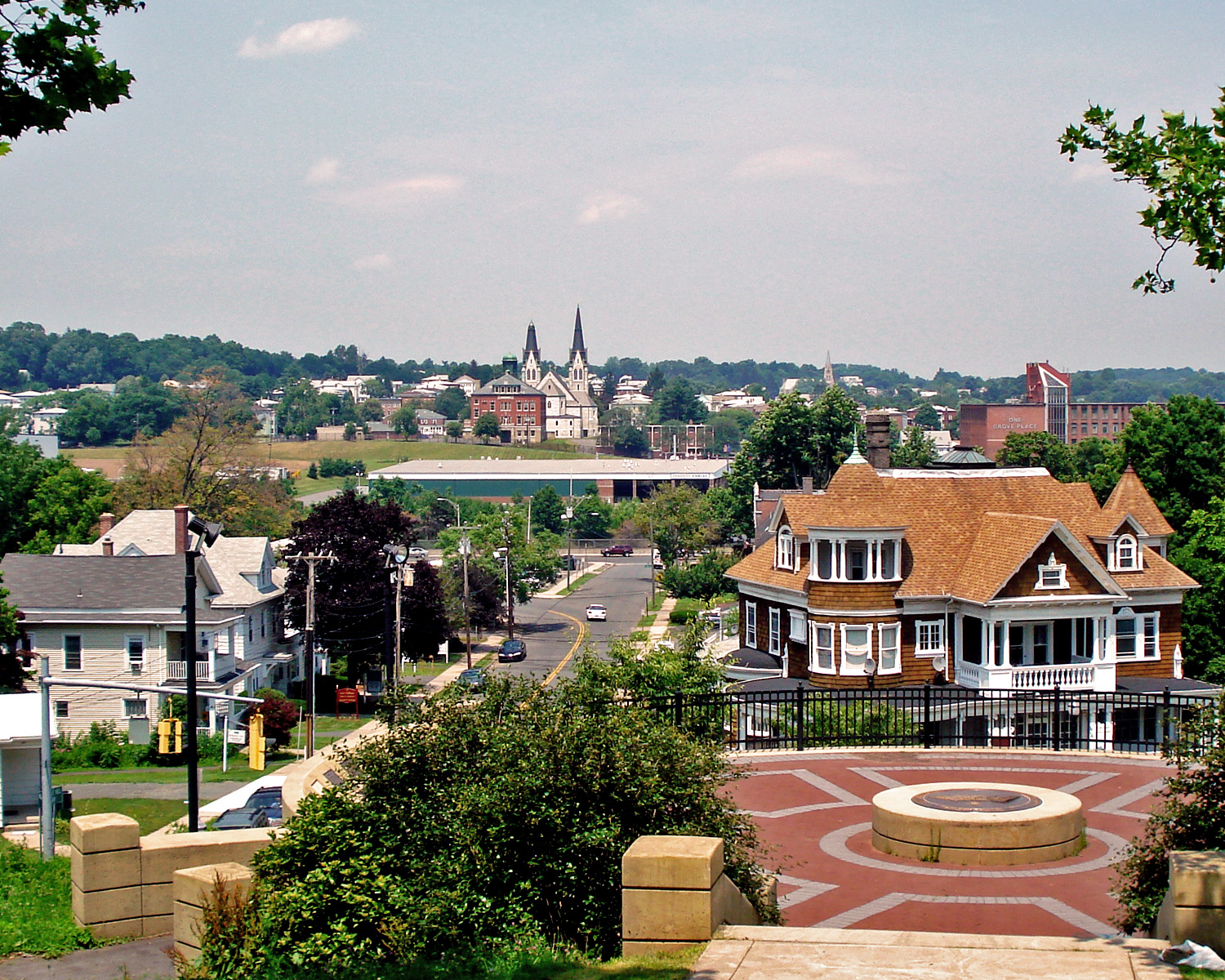
New Britain

Die folgende Liste zeigt alle Kommunen und Siedlungen im US-Bundesstaat Connecticut. Sie enthält sowohl Citys, Towns und Villages als auch Census-designated places (CDP).
Die obere Tabelle enthält die Siedlungen, die bei der Volkszählung im Jahr 2010 mehr als 20.000 Einwohner hatten. Zum Vergleich aufgeführt sind die Daten der vorherigen Volkszählung im Jahr 2000. Die Rangfolge entspricht den Zahlen von 2010.
| Rang (2010) | Ort           | Einwohner 2010 | Einwohner 2000 | Typ  | County(s)  |
| ----------- | ------------- | -------------- | -------------- | ---- | ---------- |
| 1           | Bridgeport    | 144.229        | 139.529        | City | Fairfield  |
| 2           | New Haven     | 129.779        | 123.777        | City | New Haven  |
| 3           | Hartford      | 124.775        | 124.121        | City | Hartford   |
| 4           | Stamford      | 122.643        | 117.083        | City | Fairfield  |
| 5           | Waterbury     | 110.366        | 107.271        | City | New Haven  |
| 6           | Norwalk       | 85.603         | 82.951         | City | Fairfield  |
| 7           | Danbury       | 80.893         | 74.838         | City | Fairfield  |
| 8           | New Britain   | 73.206         | 71.538         | City | Hartford   |
| 9           | West Hartford | 63.268         | 61.046         | Town | Hartford   |
| 10          | Meriden       | 60.868         | 58.244         | City | New Haven  |
| 11          | Bristol       | 60.477         | 60.227         | City | Hartford   |
| 12          | West Haven    | 55.564         | 52.360         | City | New Haven  |
| 13          | Stratford     | 51.384         | 49.976         | Town | Fairfield  |
| 14          | Milford       | 51.271         | 50.594         | City | New Haven  |
| 15          | East Hartford | 51.252         | 49.575         | Town | Hartford   |
| 16          | Middletown    | 47.648         | 45.565         | City | Middlesex  |
| 17          | Norwich       | 40.493         | 40.493         | City | New London |
| 18          | Shelton       | 39.559         | 38.101         | City | Fairfield  |
| 19          | Torrington    | 36.383         | 35.202         | City | Litchfield |
| 20          | Trumbull      | 36.018         | 34.243         | Town | Fairfield  |
| 21          | Naugatuck     | 31.862         | 30.989         | Town | New Haven  |
| 22          | Manchester    | 30.577         | 30.595         | Town | Hartford   |
| 23          | Newington     | 30.562         | 29.306         | Town | Hartford   |
| 24          | East Haven    | 29.257         | 28.188         | Town | New Haven  |
| 25          | New London    | 27.620         | 26.185         | City | New London |
| 26          | Wethersfield  | 26.668         | 26.271         | Town | Hartford   |
| 27          | Westport      | 26.391         | 25.749         | Town | Fairfield  |
| 28          | North Haven   | 24.093         | 23.035         | Town | New Haven  |
| 29          | Darien        | 20.732         | 19.607         | Town | Fairfield  |

Weitere Siedlungen in Connecticut in alphabetischer Reihenfolge:
| - Andover - Ansonia - Ashford - Avon - Barkhamsted - Beacon Falls - Berlin - Bethany - Bethel - Bloomfield - Bolton - Bozrah - Branford - Bridgewater - Brookfield - Brooklyn - Burlington - Canaan - Canterbury - Canton - Central Manchester - Chaplin - Cheshire - Chester - Clinton - Colchester - Colebrook - Cornwall - Columbia - Coventry - Cromwell - Deep River - Derby - Durham - East Granby - East Haddam - East Hampton - East Lyme - East Windsor - Eastford - Easton - Ellington - Enfield - Essex - Fairfield - Farmington - Franklin | - Glastonbury - Goshen - Granby - Greenwich - Griswold - Groton - Guilford - Haddam - Hamden - Hampton - Hartland - Harwinton - Hebron - Kent - Killingly - Killingworth - Lebanon - Ledyard - Lisbon - Litchfield - Lyme - Madison - Mansfield - Marlborough - Middlebury - Middlefield - Monroe - Montville - Morris - Newtown - New Canaan - New Fairfield - New Hartford - New Milford - Norfolk - North Branford - North Canaan - North Stonington - Old Lyme - Old Saybrook - Orange - Oxford - Plainfield - Plainville - Plymouth - Pomfret - Portland | - Preston - Prospect - Putnam - Redding - Ridgefield - Rocky Hill - Roxbury - Salem - Salisbury - Scotland - Seymour - Sharon - Sherman - Simsbury - Somers - South Windsor - Southbury - Southington - Sprague - Stafford - Sterling - Stonington - Suffield - Thomaston - Thompson - Tolland - Union - Vernon - Voluntown - Wallingford - Warren - Washington - Waterford - Watertown - Westbrook - Weston - Willimantic - Willington - Wilton - Winchester - Windham - Windsor - Windsor Locks - Wolcott - Woolbridge - Woodbury - Woodstock |